# Mambo (eksperimentalfilm)
 For alternative betydninger, se Mambo (flertydig). (Se også artikler, som begynder med Mambo)|  | Denne artikel er oprettet af botten Steenthbot ud fra en ekstern database. Den kan derfor have sproglige fejl eller mangler. Denne skabelon kan fjernes efter kontrol af indholdet. |
Mambo er en dansk eksperimentalfilm fra 1996 instrueret af Siri Melchior og Julie Bille efter deres manuskript.

## Handling
Surrealistisk tegnefilm, hvis associerende og farverigt frapperende visuelle udtryksstrøm med oliekridt på matterede celler henter næring fra et musikstykke af den peruvianske sangerinde Yma Sumac. Musik og billeder flyder kongenialt sammen til den sørgmuntre historie om en lille dreng, som dør og kommer i den syvende himmel, hvor han forføres af en operaengel, der tager ham med i helvede.